# Kirn
Kirn is een plaats in de Duitse deelstaat Rijnland-Palts en maakt deel uit van de Landkreis Bad Kreuznach.
Kirn telt 8.241 inwoners.

## Geboren in Kirn
- Frank Farian (1941-2024), muziekproducent (o.a. Boney M, Milli Vanilli)